# آجوما (فیلم)
آجوما (کره‌ای: 아줌마; چینی: 花路阿朱妈، ترجمه تحت‌اللفظی: «اجوما») یک فیلم درام سنگاپوری-کره‌ای به کارگردانی هه شومینگ و تهیه‌کنندگی آنتونی چن است. هونگ هویفانگ، کانگ هیونگ سوک و جونگ دونگ هوان در آن بازی کردند.
این فیلم در پنجاه و نهمین جشنواره فیلم اسب طلایی چهار نامزدی جایزه به دست آورد و هونگ هویفانگ به اولین بازیگر سنگاپوری تبدیل شد که نامزدی جایزه بهترین بازیگر نقش اول زن را در این مراسم کسب می‌کند. این فیلم در ۷ اکتبر ۲۰۲۲ در جشنواره فیلم بوسان ۲۰۲۲ به نمایش درآمد و در ۲۷ اکتبر ۲۰۲۲ در سینماهای محلی روی پرده رفت. آجوما فیلم به عنوان نماینده سنگاپور برای جایزه بهترین فیلم بین‌المللی در نود و پنجمین دوره جوایز اسکار انتخاب شد.

## بازیگران
- هونگ هویفانگ در نقش آجوما
- کانگ هیونگ سوک در نقش کوان وو
- جونگ دونگ هوان در نقش جونگ سو
- یو جین گو در نقش جه سونگ[۵]
- شان پو در نقش سم